# Satoko
Satoko (jap. さとこ, サトコ) – żeńskie imię japońskie.

## Możliwa pisownia
Satoko można zapisać używając wielu różnych znaków kanji i może znaczyć m.in.:
- 聡子, „mądry, dziecko”
- 智子, „mądrość, dziecko”
- 里子, „wioska, dziecko”
- 理子, „logika, dziecko”
- 悟子,　”oświecony, dziecko”

## Znane osoby
- Satoko Inoue (郷子), japońska pianistka
- Satoko Fujii (郷子), japońska jazzowa pianistka i kompozytorka.
- Satoko Shinashi (さとこ), japońska zawodniczka MMA
- Satoko Suetsuna (聡子), japońska badmintonistka

## Fikcyjne postacie
- Satoko Hōjō (沙都子), bohaterka mangi i anime Higurashi no naku koro ni
- Satoko Shimoyanagi, bohaterka dramy Churasan 3
- Satoko Yamano (里子), bohaterka mangi i anime Oh! My Goddess!
- Satoko Sasauchi, postać z serii Strike Witches